# Pedesina
Pedesina är en ort och kommun i provinsen Sondrio i regionen Lombardiet i Italien. Kommunen hade 38 invånare (2018).